# USS Missouri (BB-63)
«Миссу́ри» (ББ-63) (англ. USS Missouri (BB-63), «Большой Мо» (англ. Big Mo)) — линкор США, третий корабль типа «Айова» и третий военный корабль с таким именем. Принимал участие в сражениях Второй мировой войны, Корейской войны, Войны в заливе. Оставался одним из последних в мире линкоров, до того как был списан в 1992 году и затем установлен на стоянку в качестве корабля-музея.

## История

### Строительство
Заказан ВМС США в 1940 году, спущен на воду 29 января 1944 года. 
Киль для Миссури был заложен на Бруклинской военно-морской верфи 6 января 1941 г. на стапеле № 1 под руководством контр-адмирала Кларка Х. Вудворда. Корабль был спущен на воду 29 января 1944 г. перед толпой зрителей. На церемонии спуска на воду корабль окрестила Маргарет Трумэн, дочь Гарри С. Трумэна, в то время одного из сенаторов, а в будущем президента США, сам Трумэн выступил на церемонии. Достроечные работы прошли быстро, и 11 июня корабль был сдан в эксплуатацию, капитан Уильям Каллаган стал его первым командиром.
Миссури провёл свои первые ходовые испытания у Нью-Йорка, начиная с 10 июля, а затем направился на юг к Чесапикскому заливу, где ушёл в плавание и провёл боевую подготовку. В этот период Миссури работал с новым линейным крейсером «Аляска», который также недавно был введён в эксплуатацию, и несколькими эсминцами сопровождения. Корабль стартовал 11 ноября, направляясь к западному побережью США. 18 ноября он прошёл через Панамский канал и продолжил свой путь в Сан-Франциско. Там проводились дооснащающие работы по подготовке корабля к использованию в качестве флагмана флота. Выполнял функции сопровождения авианосных соединений в Тихом океане.

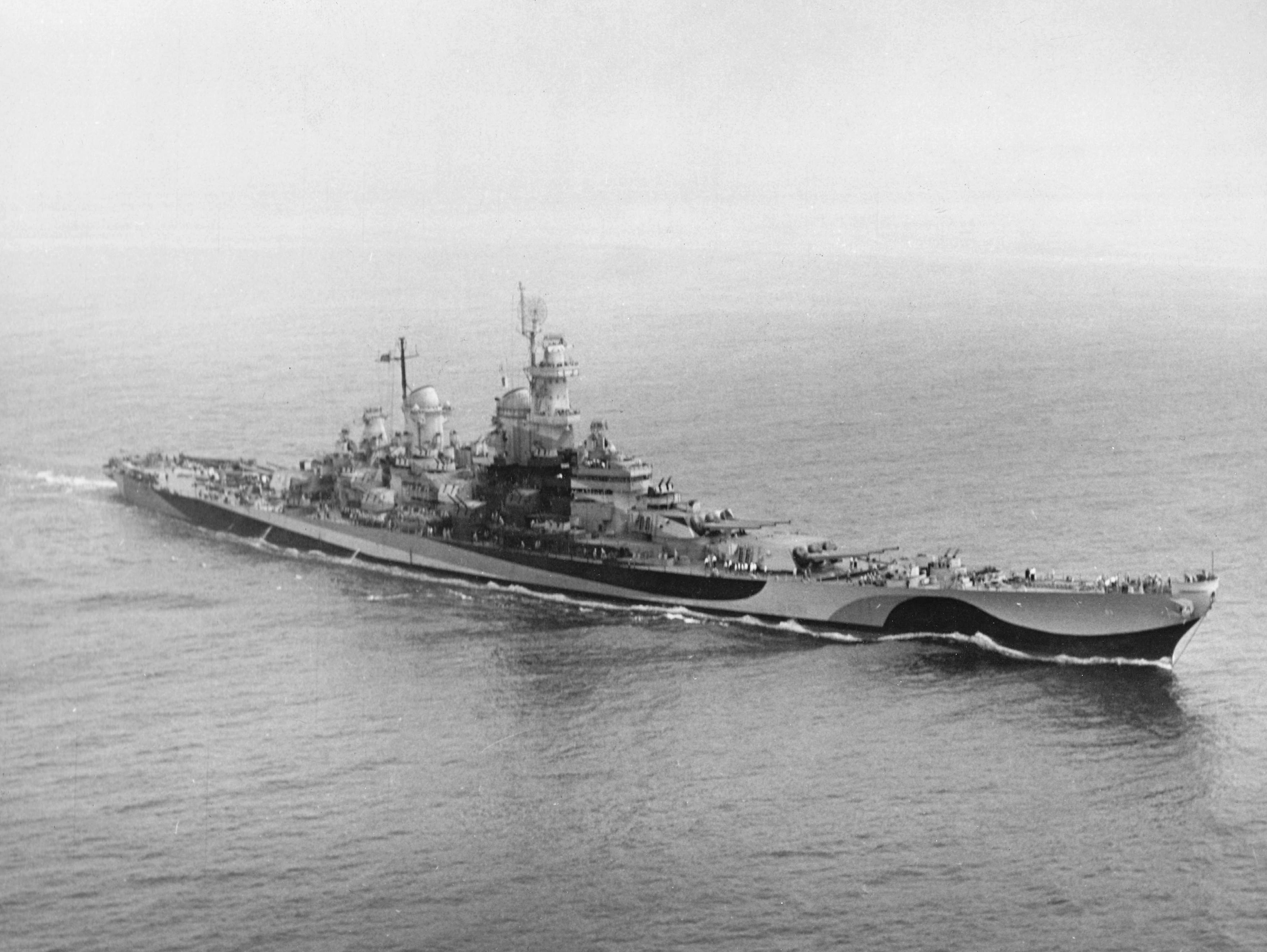
Миссури в походе, Август 1944

### Вторая мировая война
Участвовал во Второй мировой войне и нескольких последующих военных конфликтах, за которые получил 11 наград «Звезда за службу». 2 сентября 1945 года на борту линкора был подписан Акт о капитуляции Японии.

### Послевоенное время
В 1955 году был выведен в резерв ВМС США, после чего использовался в качестве учебного корабля. 
С 1984 года находился на модернизации. Были установлены восемь пусковых установок(ПУ) КР «Томагавк» морского базирования (по четыре КР в каждой), четыре ПУ ПКР «Гарпун» (по четыре ПКР в каждой),  четыре ЗАК Mark 15 Phalanx, РЛС дальнего обнаружения, средства РЭБ и противоторпедной защиты AN/SLQ-25 Nixie, средства постановки ложных целей  Mark 36 SRBOC и др.  
В 1986 году был возвращён в боевой состав. Последний раз главный калибр линкора «Миссури» открывал огонь в Персидском заливе в 1991 году. 
Окончательно выведен из боевого состава 31 марта 1992 года, оставаясь в военно-морском регистре и резерве до 1995 года. В 1998 году стал кораблём-музеем, находящимся на вечной стоянке в Пёрл-Харборе и открытым для посещения с 1999 года. Будучи культовым кораблём, снят в нескольких кино- и телефильмах.

## В культуре
- На борту корабля происходят события фильма «В осаде».
- Корабль принимает непосредственное участие в фильме «Морской бой»
- История Миссури после людей показана в научно-популярном сериале «Жизнь после людей»
- Появляется в играх World of Warships, World in Conflict, Metal Gear Solid 4: Guns of the Patriots  и Modern Warships.
- На передней орудийной палубе снят клип Cher на песню «If I Could Turn Back Time»